# Jamar Abrams
Jamar Adams (nacido el 21 de junio de 1989) es un jugador de baloncesto estadounidense que pertenece a la plantilla del CEP Lorient de la NM1, la tercera división francesa.

## Biografía
Tras pasar por el Highland Springs High School, Adams jugó cuatro temporadas en los Pirates de la Universidad del Este de Carolina, en las que promedió 8,95 puntos, 4,07 rebotes y 0,65 asistencias por partido. En octubre de 2011, participa en el local tryout de los Maine Red Claws consiguiendo ser uno de los cinco jugadores elegidos para formar parte de la plantilla firmando el contrato el 3 de noviembre. En febrero de 2012 ficha por London Lightning de la Liga Nacional de Baloncesto de Canadá con los que haría 5,22 puntos, 1,56 rebotes y 0,56 asistencias por partido.

## Estadísticas
| Temporada | Equipo | Liga     | P | TIT | MIN  | TC  | TCA | %TC   | 3P  | 3PA | %3P   | TL  | TLA | %TL   | R.OF. | R.DEF. | REB | ASIS | ROB | TAP | PER | FP  | PTS |
| 2011-12   | Maine  | D-League | 9 | 3   | 11.0 | 2.0 | 4.2 | 0.474 | 0.7 | 1.9 | 0.353 | 0.6 | 0.7 | 0.833 | 0.6   | 1.0    | 1.6 | 0.6  | 0.2 | 0.1 | 0.3 | 1.6 | 5.2 |
| Total     |        | D-League | 9 | 3   | 11.0 | 2.0 | 4.2 | 0.474 | 0.7 | 1.9 | 0.353 | 0.6 | 0.7 | 0.833 | 0.6   | 1.0    | 1.6 | 0.6  | 0.2 | 0.1 | 0.3 | 1.6 | 5.2 |